# Speodesmus bicornourus
Speodesmus bicornourus är en mångfotingart som beskrevs av Ottis Robert Causey 1959. Speodesmus bicornourus ingår i släktet Speodesmus och familjen plattdubbelfotingar. Inga underarter finns listade i Catalogue of Life.